# La Possibilité d'une île (pel·lícula)
La Possibilité d'une île és una pel·lícula de 2008 dirigida per Michel Houellebecq, basada en la seva novel·la de 2005 La possibilitat d'una illa .

## Argument
Sense gaire resposta i només acompanyat del seu fill poc solidari Daniel i d'un assistent tècnic, un home que es diu "El Profeta" viatja per Bèlgica i dona conferències sobre la vida eterna i com és possible superar les limitacions de la mort. Només tres anys després ha aconseguit un estatus notable amb nombrosos seguidors. Creient en els anomenats Elohim, extraterrestres que porten vida eterna, la secta que va fundar està investigant una tècnica optimitzada de clonació que permet reproduir una persona adulta en pocs minuts, incloent una còpia del seu emmagatzematge de memòria complet. Daniel abandona el culte del seu pare però torna anys més tard per convertir-se en el successor del Profeta. La història continua milers d'anys a partir d'aquest moment. Daniel reapareix com un clon d'ell mateix, hereu d'una llarga línia de clons anomenats neohumans. Viu en una cova, llegeix sobre el passat de la humanitat i els seus propis avantpassats. Quan un anhel indefinit l'impulsa a abandonar la seva cova, vaga per un món solitari. Després que un gos s'hagi convertit en el seu company, Daniel sent que s'apropa al concepte d'amor que els neohumans han perdut al llarg dels segles. Al mateix temps, un altre solitari es perd als erms, una dona la versió humana original de la qual va tenir una trobada, potser una història d'amor amb Daniel.

## Repartiment
- Benoît Magimel : Daniel
- Patrick Bauchau: El profeta
- Jordi Dauder : Gerard
- Jean-Pierre Malo : Jérôme
- Ramata Koite: Marie
- Andrzej Seweryn : Slotan
- Serge Larivière: Rudi
- Clara Ponsot : Casa rural
- Fernando Arrabal : L'emperador
- Arielle Dombasle: delegada mexicana